# هو جينكيو
هو جينكيو (بالصينية: 胡金秋) مواليد 24 سبتمبر 1997 في سنجان، هو لاعب كرة سلة صيني. بدأ مسيرته الاحترافية في سنة 2015. يلعب مع تشيجيانغ ليونز في الرابطة الصينية لكرة السلة كلاعب وسط. يحمل الرقم 21. يبلغ طوله 6 قدم 11 بوصة (2.1 م).

## روابط خارجية
- هو جينكيو على موقع الاتحاد الدولي لكرة السلة (الإنجليزية)
- هو جينكيو على موقع fiba3x3.com (الإنجليزية)
- هو جينكيو على موقع كرة السلة الأوروبية.كوم (الإنجليزية)
- هو جينكيو على موقع ريلجم (الإنجليزية)
- هو جينكيو على موقع بروبوليرز (الإنجليزية)
- هو جينكيو على موقع سبورتس رفرنس (الإنجليزية)
- هو جينكيو على موقع اللجنة الأولمبية الدولية (الإنجليزية)
- هو جينكيو على موقع أوليمبيديا (الإنجليزية)